# Каримов, Алишер Шукурович
Алишер Шукурович Каримов (каз. Әлішер Кәрімов, узб. Alisher Karimov, род. 28 октября 1985, г. Джамбул (в наст. вр. Тараз), Казахская ССР) — казахстанский эстрадный певец, музыкант. Народный артист Казахстана (2025), заслуженный деятель Казахстана (2018). 
Представлял Казахстан на международных вокальных конкурсах «Славянский базар», «Новая волна», «Ереван зовёт».
Финалист второго сезона проекта «SuperStar KZ», а так же супер-финалист десятого сезона шоу «Голос».

## Биография
Алишер Каримов родился 28 октября 1985 года в городе Джамбуле (ныне Тараз), этнический узбек. Он рос и воспитывался в семье представителей узбекской национальности.
Мама и папа к искусству не имели отношения. Отец — предприниматель, мама заботилась о семейном очаге.
Желание сына стать певцом вызвало у родителей недоумение. Они считали, что для Алишера лучшим выбором будет более практичная профессия. Но юноша оказался непреклонен, и родители в итоге одобрили его выбор и поддержали на пути к славе.
Впервые дебютировал на эстраде в возрасте 5 лет, получив приз зрительских симпатий на Республиканском конкурсе юных талантов «Әнші балапан».

Вообще на сцену должен был выходить мой двоюродный брат, ему было семь лет. Но у него прямо перед концертом выпали зубы. И за неделю подготовили меня: сшили костюм, выбрали песню «Чайхана». Папа тогда сказал мне: «Выйдешь на сцену — куплю тебе „Сникерс“». Это и был мой первый гонорар. Вот так всё и началось.

8 ноября 2015 года на юбилейном концерте в честь 25-летия конкурса Алишер выступил вновь уже состоявшимся популярным исполнителем. В 1994 году появилась первая сохранившаяся запись выступления девятилетнего Алишера на сцене.

### Образование
Окончив школу, юноша стал студентом музыкального колледжа, осваивал игру на домбре. Далее поступил в Казахскую национальную академию искусств имени Т. К. Жургенова, обучался по классу вокала на курсе Заслуженной артистки Республики Казахстан Люции Толешевой. В 2016 году, успешно сдав все экзамены, продолжил обучение в магистратуре Казахского национального университета искусств (в прош. Казахская национальная академия музыки) в Нур-Султане на факультете «Музыковедения».

### Начало карьеры
Известность к Алишеру Каримову пришла после участия в 2005 году в популярном телевизионном шоу «SuperStar KZ», где он занял второе место. Именно с этого времени начинается взлет карьеры молодого исполнителя.
После Суперстара Алишер пробует свои таланты на телевидении. Он становится соведущим передачи «Начистоту» на телеканале «Хабар».
Став узнаваемым, Алишер предпринял мини-гастроли по городам Казахстана. В августе 2007 года на Всемирном чемпионате исполнительских видов искусства (англ. World Championships of Performing Arts) в Лос-Анджелесе Алишер завоевывал две золотые и одну серебряную медали. Здесь же певец получил предложение от кастинг-директора Universal Studios Партика Хайнингема продолжить актерскую карьеру в Голливуде. Однако контракт так и не был подписан: Алишер выбрал музыку.
9 марта 2012 года состоялся сольный концерт Алишера Каримова в Астане.
16 мая 2013 года состоялся концерт Алишера Каримова в Алматы.

### Участие в международных конкурсах
В разные годы певец принимал участие во многих международных конкурсах, которые принесли ему любовь зрителей далеко за пределами Казахстана: «Славянский базар» в Витебске (2011, Белоруссия) — 3 место и «Специальный приз от российских СМИ», «Ереван зовёт» (2012, Армения) — 3 место, «Новая волна» в Юрмале (2014, Латвия) — 10 место.
Особое место в творчестве певца занимает участие в международных фестивалях во Франции, Турции и Болгарии.

## Достижения
В 2015 году Алишер Каримов вошёл в тридцатку лучших звёзд шоу-бизнеса и спорта по версии журнала Forbes Kazakhstan, заняв 15 место в рейтинге.
В феврале 2016 года Алишер Каримов награждён государственной именной Премией Фонда Первого Президента Республики Казахстан — Лидера Нации.
Указом Президента Республики Казахстан от 5 декабря 2018 года награждён почетным званием «Заслуженный деятель Республики Казахстан»
Указом Президента Республики Казахстан от 3 июля 2020 года награждён юбилейной медалью «25 лет Ассамблеи народа Казахстана».
Указом Президента Республики Казахстан от 5 октября 2020 года награждён юбилейной медалью «Народная благодарность» («Халық алғысы»)
Указом Президента Республики Казахстан от 16 мая 2025 года награждён почетным званием «Народный артист Казахстана».

## Благотворительность
Помимо всего прочего Алишер Каримов активно занимается благотворительной деятельностью: половину гонораров певец перечисляет в детские дома. Так было после турне 2015 года, когда в помощь нуждающимся детям было перечислено свыше 6 млн. тенге.

## Творчество
В октябре 2015 года выпустил клип «Бірлігіміз жарасқан», посвященный 550-летию Казахского ханства.
В 2016 году вышло видео на трек «Бағаламадың», которое собрало свыше двух миллионов просмотров на YouTube.
Алишер Каримов занимается активной гастрольной деятельностью. В сентябре 2016 года был начат «Кочевой тур». Вместе со своей командой, которая помогает создавать исполнителю атмосферу «живого звука», Алишер планировал объехать необъятные просторы родного Казахстана на автобусе. Такой вид транспорт был выбран певцом не случайно. По его словам, именно в дороге он сочинил большую часть своих песен. Гастрольный тур должен был пройти по всем крупным городам Казахстана: Кызылорде, Семею, Павлодару, Актобе, Уральску, Атырау, Караганде, Актау, Усть-Каменогорску, и завершиться 30 ноября концертом в ЦКЗ «Казахстан» в городе Астана.
Однако из-за травмы певца «Кочевое турне» было перенесено на начало 2017 года.
10 марта 2017 года на телеканале «Астана ТВ» был показан фильм-концерт «Алишер Каримов».
25 марта 2017 года состоялся концерт Алишера Каримова во Дворце Республики города Алма-Ата.
3 марта 2018 года Алишер Каримов выступил с сольным концертом в Астане в преддверии 8 Марта.
К 15-летию своего творчества, в ноябре 2019-го, исполнитель провел два крупномасштабных концерта в Алматы. Живое исполнение песен с поддержкой оркестра, световое 3D-шоу и красочные танцы шоу-балета восхитили зрителей, которые собрались во Дворце республики.
В 2019 году у Алишера вышло два клипа на песни «В океане глаз твоих» и «Ты». Параллельно с этим, он стал членом жюри на таких международных конкурсах как «Славянский базар 2019» в Витебске и песенный конкурс в Литве, который ежегодно проводит примадонна литовской эстрады Бируте Петрикиде.
Так же, летом он стал амбассадором международной площадки Eurasian Fashion Week, представляющей моду и стиль всего Евразийского континента.
25 и 26 ноября 2019 года состоялись юбилейные концерты Алишера Каримова в городе Алматы.
В начале 2020-го вышло видео на композицию «Besh kunlik dunyo». Клип был высоко оценен и пришелся по душе аудитории.
Весной 2020 года в связи с эпидемией коронавируса Каримов проводил концерты онлайн. Как только ситуация стабилизируется, концертная деятельность возобновится, и фанаты снова смогут насладиться живой музыкой. В декабре 2020-го певец порадовал их новой композицией «Жаралама». Также в «Инстаграм» он сообщил о переезде в Нур-Султан.
В 2021 году он стал участником российского вокального шоу Первого канала «Голос. Сезон 10» и дошёл до финала, заняв второе место. Наставником в проекте был народный артист России Александр Градский (1949—2021).
21 января 2022 года Алишер Каримов с песней «Как молоды мы были» открыл Юбилейный концерт «Голос — 10 лет» который состоялся в Москве в Государственном Кремлёвском Дворце.
В феврале 2022 года состоялся сольный концерт в Актау.
В феврале 2022 года Алишер Каримов представил премьеру своего клипа на песню «Махаббат майдан», снятого в Стамбуле. Песня «Махаббат майдан», конечно же, про любовь. Клип получился очень красивым, романтику добавили живописные виды колоритного Стамбула. 4 марта 2022 года снова порадовал своих поклонников. На YouTube-канале певца вышел новый клип на песню «Я не знаю».
В конце 2022 года прошел Международный конкурс под названием «ALMATYM JŪREGIMDE». Алишер выступил в этом проекте продюсером и автором. Участники — 15 талантов из 11 стран.
А в 2023-м Алишер порадовал публику новым альбомом, выложив его на своем ютьюб-канале. В интервью исполнитель рассказал, что эта пластинка не похожа на предыдущие, близка по настроению к свадебному мероприятию. Возможно, подчеркнул Каримов, «это влияние весны».
Певец не прерывал гастрольную деятельность, в мае он побывал в Узбекистане, а еще успел выступить в России на празднике спорта, который проводился на базе Академии художественной гимнастики Алины Кабаевой.
Алишер Каримов и Адильхан Макин выступили на открытии «Славянского базара - 2023» с песней «Беларускiя прыгажунi».
9 марта 2024 года в Астане во Дворце мира и согласия состоялся юбилейный концерт Алишера Каримова «20 лет на сцене» .
Видеоклипы на песни «О первой любви» и «Не покидай меня» снимались в Голливуде.
В репертуаре Каримова есть песни на русском и казахском языках. Ярким примером национального творчества является композиция «Таба алмайсың».
Алишер сам часто выступает композитором и сочиняет музыку к своим песням. Однако писать тексты к песням на казахском языке доверяет лишь профессионалам. «Я говорю на казахском языке, но писать сложнее. Но я всегда даю ключевую фразу песни, фишку, ведь это я буду её исполнять», — говорит он.
На сцену Алишер Каримов всегда выходит в очень дорогих нарядах от именитых дизайнеров.

## Личная жизнь
Осенью 2017 года Алишер Каримов выкладывал совместные фото с девушкой по имени Диера, сопровождая снимки «сердечком».
В марте 2020 года Каримов сообщил, что у него есть возлюбленная, на которой он планирует жениться: «У меня есть человек, с которым я планирую создать семью, но она пока не готова, ей нужно время».

## Дискография
| Год  | Альбом                |
| ---- | --------------------- |
| 2010 | Келемін саған         |
| 2012 | Тағыда                |
| 2014 | Шүкір                 |
| 2015 | Мендей сағынасың ба?! |

## Видеография
| Год  | Клип                                   | Режиссёр             |
| ---- | -------------------------------------- | -------------------- |
| 2010 | Келемін саған                          | Братья Богачевы      |
| 2011 | Тағыда                                 | ХитTV production     |
| 2012 | Бақытың өз қолыңда                     | Братья Богачевы      |
| 2014 | Шүкір                                  | Абылайхан Кыстаубаев |
| 2015 | Қайтемін                               | Ернар Нургалиев      |
| 2015 | Бірлігіміз жарасқан, Көз тимесін еліме | Женисхан Торе        |
| 2016 | Мама                                   | Ёдгор Насыров        |
| 2016 | Сүйе білген бір бақыт                  | Ёдгор Насыров        |
| 2016 | Ла-ла-ла                               | Ёдгор Насыров        |
| 2019 | В океане глаз твоих                    |                      |
| 2019 | Ты                                     | Дамир Тастембеков    |